# Lancer du poids masculin aux championnats du monde d'athlétisme 2019
Pour un article plus général, voir Championnats du monde d'athlétisme 2019.
Navigation
Londres 2017 Eugene 2022
L'épreuve du lancer du poids masculin des championnats du monde de 2019 se déroule les 3 et 5 octobre 2019 dans le Khalifa International Stadium, au Qatar.

## Résultats

### Finale
| Rang               | Athlète               | Nationalité      | Essais | Essais | Essais | Essais | Essais | Essais | Marque | Notes |
| Rang               | Athlète               | Nationalité      | 1      | 2      | 3      | 4      | 5      | 6      | Marque | Notes |
| ------------------ | --------------------- | ---------------- | ------ | ------ | ------ | ------ | ------ | ------ | ------ | ----- |
| Médaille d'or      | Joe Kovacs            | États-Unis       | 20.90  | 21.63  | 21.24  | 21.95  | 21.94  | 22.91  | 22.91  | CR    |
| Médaille d'argent  | Ryan Crouser          | États-Unis       | 22.36  | x      | 22.36  | 22.71  | x      | 22.90  | 22.90  | PB    |
| Médaille de bronze | Tomas Walsh           | Nouvelle-Zélande | 22.90  | x      | x      | x      | 22.56  | x      | 22.90  | AR    |
| 4                  | Darlan Romani         | Brésil           | 21.61  | 22.53  | 22.03  | 22.13  | x      | x      | 22.53  |       |
| 5                  | Darrell Hill          | États-Unis       | 20.58  | 21.38  | 21.65  | x      | 21.23  | x      | 21.65  |       |
| 6                  | Konrad Bukowiecki     | Pologne          | 20.73  | 21.46  | x      | 20.36  | x      | x      | 21.46  |       |
| 7                  | Jacko Gill            | Nouvelle-Zélande | 21.41  | 21.27  | 20.74  | x      | 21.01  | 21.45  | 21.45  |       |
| 8                  | Chukwuebuka Enekwechi | Nigeria          | 21.18  | x      | 20.90  | 20.98  | 20.59  | 21.01  | 21.18  |       |
| 9                  | Tim Nedow             | Canada           | x      | 20.50  | 20.85  |        |        |        | 20.85  |       |
| 10                 | Tomáš Staněk          | Tchéquie         | 20.61  | 20.79  | 20.46  |        |        |        | 20.79  |       |
| 11                 | Filip Mihaljević      | Croatie          | 20.33  | 20.38  | 20.48  |        |        |        | 20.48  |       |
|                    | Armin Sinančević      | Serbie           | x      | x      | x      |        |        |        | NM     |       |

### Qualifications
Qualification : 20,90 m (Q) ou les 12 meilleurs lancers (q) se qualifient pour la finale.
| Rang | Groupe | Nom                     | Nationalité               | Essais | Essais | Essais | Marque | Notes |
| Rang | Groupe | Nom                     | Nationalité               | 1      | 2      | 3      | Marque | Notes |
| ---- | ------ | ----------------------- | ------------------------- | ------ | ------ | ------ | ------ | ----- |
| 1    | A      | Tomas Walsh             | Nouvelle-Zélande          | 21.92  |        |        | 21.92  | Q     |
| 2    | A      | Darlan Romani           | Brésil                    | 21.69  |        |        | 21.69  | Q     |
| 3    | B      | Ryan Crouser            | États-Unis                | 21.67  |        |        | 21.67  | Q     |
| 4    | A      | Armin Sinančević        | Serbie                    | 20.48  | 21.51  |        | 21.51  | Q, PB |
| 5    | A      | Darrell Hill            | États-Unis                | 21.25  |        |        | 21.25  | Q     |
| 6    | A      | Konrad Bukowiecki       | Pologne                   | 21.16  |        |        | 21.16  | Q     |
| 7    | B      | Jacko Gill              | Nouvelle-Zélande          | 21.12  |        |        | 21.12  | Q     |
| 8    | A      | Tomáš Staněk            | Tchéquie                  | 20.43  | 20.73  | 21.02  | 21.02  | Q     |
| 9    | B      | Filip Mihaljević        | Croatie                   | 21.00  |        |        | 21.00  | Q     |
| 10   | A      | Tim Nedow               | Canada                    | 20.51  | 20.53  | 20.94  | 20.94  | Q     |
| 11   | A      | Chukwuebuka Enekwechi   | Nigeria                   | 20.12  | 20.94  |        | 20.94  | Q     |
| 12   | B      | Joe Kovacs              | États-Unis                | 20.92  |        |        | 20.92  | Q     |
| 13   | A      | Leonardo Fabbri         | Italie                    | x      | 20.75  | x      | 20.75  |       |
| 14   | B      | Mostafa Amr Hassan      | Égypte                    | 20.23  | 20.55  | x      | 20.55  |       |
| 15   | A      | Jakub Szyszkowski       | Pologne                   | 20.55  | x      | 19.85  | 20.55  |       |
| 16   | B      | Michał Haratyk          | Pologne                   | 20.44  | 20.52  | 20.11  | 20.52  |       |
| 17   | B      | Andrei Gag              | Roumanie                  | 20.50  | 18.91  | x      | 20.50  |       |
| 18   | B      | Tejinder Pal Singh Toor | Inde                      | 20.43  | x      | 19.55  | 20.43  | SB    |
| 19   | B      | Wictor Petersson        | Suède                     | 20.31  | x      | x      | 20.31  |       |
| 20   | B      | Mesud Pezer             | Bosnie-Herzégovine        | 20.17  | x      | 19.55  | 20.17  |       |
| 21   | A      | Eldred Henry            | Îles Vierges britanniques | 19.31  | x      | 20.13  | 20.13  |       |
| 22   | A      | O'Dayne Richards        | Jamaïque                  | 19.75  | 19.02  | 20.07  | 20.07  |       |
| 23   | B      | Denzel Comenentia       | Pays-Bas                  | x      | 20.03  | 19.64  | 20.03  |       |
| 24   | B      | Orazio Cremona          | Afrique du Sud            | x      | x      | 19.98  | 19.98  |       |
| 25   | A      | Mohamed Magdi Hamza     | Égypte                    | x      | 19.91  | x      | 19.91  |       |
| 26   | B      | Bob Bertemes            | Luxembourg                | x      | 19.40  | 19.89  | 19.89  |       |
| 27   | B      | Asmir Kolašinac         | Serbie                    | 19.78  | x      | 19.86  | 19.86  |       |
| 28   | A      | Maksim Afonin           | Athlète neutre autorisé   | 19.76  | 19.55  | 19.82  | 19.82  |       |
| 29   | B      | Franck Elemba           | République du Congo       | 19.43  | 19.76  | 19.59  | 19.76  | SB    |
| 30   | A      | Ivan Ivanov             | Kazakhstan                | 19.57  | 19.73  | x      | 19.73  |       |
| 31   | B      | Aleksandr Lesnoy        | Athlète neutre autorisé   | 19.43  | 19.62  | x      | 19.62  |       |
| 32   | B      | Francisco Belo          | Portugal                  | 18.99  | x      | 19.52  | 19.52  |       |
| 33   | A      | Kemal Mešić             | Bosnie-Herzégovine        | 19.49  | 19.19  | 19.44  | 19.49  |       |
| 34   | B      | Uziel Muñoz             | Mexique                   | x      | x      | 19.06  | 19.06  |       |
|      | A      | Kristo Galeta           | Estonie                   |        |        |        | DNS    |       |

## Légende
Records et Performances
- AR : Record continental (area record)
- CR : Record des championnats (championship record)
- MR : Record du meeting (meet record)
- NR : Record national (national record)
- OR : Record olympique (olympic record)
- PR : Record paralympique (paralympic record)
- PB : Record personnel (personal best)
- SB : Meilleure performance personnelle de la saison (season's best)
- WL : Meilleure performance mondiale de l'année (world leader)
- WJR : Record du monde junior (world junior record)
- WR : Record du monde (world record)

Circonstances et Conditions
- DNF : N'a pas terminé (did not finish)
- DNS : N'a pas pris le départ (did not start)
- DQ : Disqualification (disqualification)
- NM : Aucun essai valable enregistré (No Mark)
- Q : Qualifié « directement » au prochain tour (ou à la prochaine compétition), lors d'une compétition majeure, grâce au classement ou à la réalisation des minima (automatic qualifier)
- q : Qualifié au prochain tour (ou à la prochaine compétition), lors d'une compétition majeure, grâce au repêchage ou à la réalisation de l'une des meilleures performances parmi celles des « non qualifiés directement » (grâce au meilleur temps ou à la meilleure distance par exemple) (secondary qualifier)